# Fenerbahçe – Galatasaray en football
La rivalité entre le Fenerbahçe SK  et le Galatasaray SK, se réfère à l'antagonisme entre deux des principaux clubs de football d'Istanbul, plus grande ville de la Turquie dont la capitale est Ankara. Leurs confrontations portent par conséquent le surnom de Derby d'Istanbul.
Cette rencontre est aussi parfois appelée « derby intercontinental » du fait de l'emplacement des deux clubs et de la position de la ville. En effet, Istanbul est situé de part et d’autre du détroit du Bosphore, à cheval sur deux continents : l'Europe et l'Asie.
Si le Galatasaray est établi depuis 1905 du côté européen de la ville d'Istanbul, le Fenerbahçe a vu le jour deux ans plus tard du côté asiatique. Il existait une distinction sociale, le Fenerbahçe étant le club du peuple et Galatasaray celui des classes aisées, mais elle n'existe plus dans les faits.
Galatasaray a été le premier club turc à remporter une coupe continentale, la Coupe UEFA 1999-2000 qui sera suivie quelques mois plus tard de la Supercoupe de l'UEFA 2000. Fenerbahçe compte à son palmarès 19 titres de championnat de Turquie, 7 coupes de Turquie ainsi que de 9 supercoupes de Turquie. Galatasaray a remporté  25 championnats de Turquie, 19 coupes de Turquie ainsi que 17 supercoupes de Turquie et deux coupes d'Europe. Ce qui fait de Galatasaray le club turc le plus titré au niveau national.
Le plus gros score entre les deux équipes est enregistré le 12 février 1911 au stade de Fenerbahçe. Les Jaunes et Rouges ont battu leur adversaire 7 buts à 0 à l’extérieur. (0-7)
Quand on compare les différentes confrontations qu’il y a eu lieu entre les deux équipes, Fenerbahçe surpasse son grand rival avec plus de matchs gagnés.

## Statistiques
Mis à jour le 2 avril 2025
| Compétitions | Matches | Victoires Fenerbahçe | Nuls | Victoires Galatasaray |
| ------------ | ------- | -------------------- | ---- | --------------------- |
| Championnat  | 136     | 53                   | 45   | 38                    |
| Coupe        | 27      | 3                    | 10   | 14                    |
| Supercoupe   | 7       | 1                    | 2    | 4                     |
| Autres       | 111     | 44                   | 35   | 32                    |
| Total        | 281     | 101                  | 92   | 88                    |

## Palmarès
Mis à jour le 18 mai 2025
| Compétitions                                   | Galatasaray SK | Fenerbahçe SK |
| ---------------------------------------------- | -------------- | ------------- |
| Süper Lig                                      | 25             | 19            |
| Coupe de Turquie                               | 19             | 7             |
| Supercoupe de Turquie                          | 17             | 9             |
| Ligue Europa                                   | 1              | 0             |
| Supercoupe de l'UEFA                           | 1              | 0             |
| Coupe des Balkans des clubs (1961-1971)        | 0              | 1             |
| Championnat de Turquie de football (1924-1951) | 0              | 3             |
| Ligue nationale turque (1937-1950)             | 1              | 6             |
| Ligue du vendredi d'Istanbul (1904-1915)       | 4              | 3             |
| Ligue du vendredi (1915-1923)                  | 2              | 2             |
| Ligue de football d'Istanbul (1923-1951)       | 6              | 8             |
| ligue professionnelle d'istanbul (1951-1959)   | 3              | 3             |
| Bouclier d'Istanbul (1929-1939)                | 1              | 4             |
| Coupe d'Istanbul (1941-1947)                   | 2              | 1             |
| Coupe du premier ministre (1944-1998)          | 5              | 8             |
| Coupe Sport Toto (1964-1971)                   | 0              | 1             |
| Coupe Atatürk                                  | 0              | 1             |
| Coupe du 50e anniversaire                      | 1              | 0             |
| Total                                          | 88             | 76            |

## Derby féminin
En 2021, Fenerbahçe et Galatasaray reconstituent leurs sections féminines, qu'ils avaient dissoutes respectivement en 1996 et 2016. Les deux équipes disputent le derby pour la première fois lors d'un match amical le 7 décembre 2021 au Nef Stadium. Le match est organisé dans le cadre d'une campagne de l'ONU contre les féminicides. Une joueuse de Galatasaray reçoit un carton rouge dès la cinquième minute, et Fenerbahçe s'impose largement 7-0, avec notamment un triplé de l'Anglaise Shameeka Fishley.
La première rencontre en compétition officielle a lieu en Süper Ligi le 22 octobre 2022 et se solde par une victoire de Galatasaray (2-3).